# PSD Bank Dome
PSD Bank Dome (нім. PSD Bank Dome) — льодовий стадіон хокейного клубу «Дюссельдорф ЕГ». Вміщує 14 282 глядачів під час хокейних матчів, 15 151 під час концертів.

## Історія
Арена використовується в основному для хокейних матчів, а також концертів. Домашня арена хокейного клубу «Дюссельдорф ЕГ».
Крім того, на арені проходитимуть змагання з гімнастики та фінальний етап турніру з баскетболу під час Літньї Універсіади 2025 року та деякі матчі чемпіонату світу з хокею 2017 року.

## Транспорт
Трамвайна лінія (701) та автобуси (756, 758) з’єднують арену з міською електричкою регіону Рейн-Рур, яка обслуговує головний залізничний вокзал Дюссельдорфа, Дортмунд, Дуйсбург, Кельн і Ессен.

## Галерея

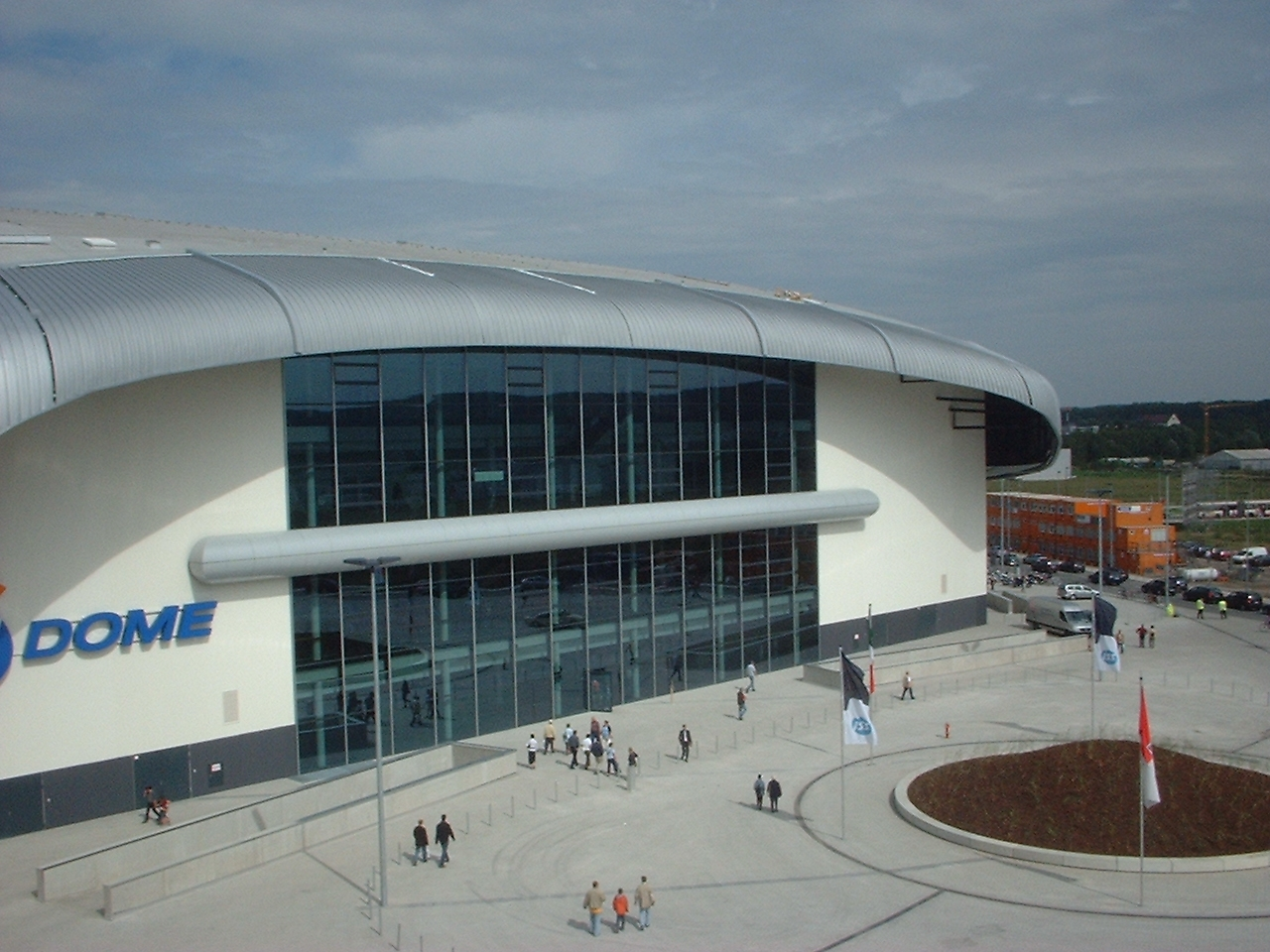
Відкриття арени 2 вересня 2006 року
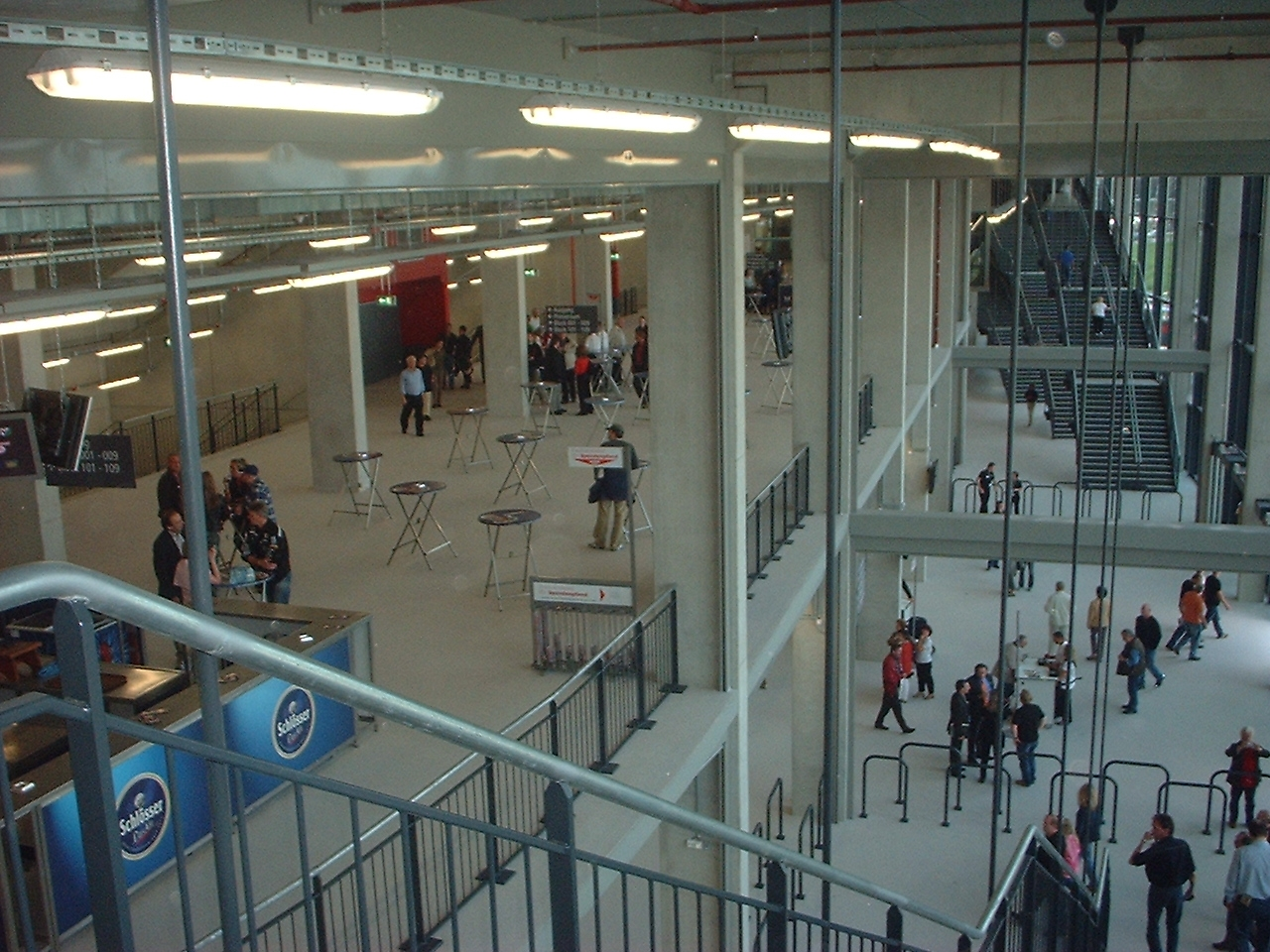
Фойє біля парадного входу
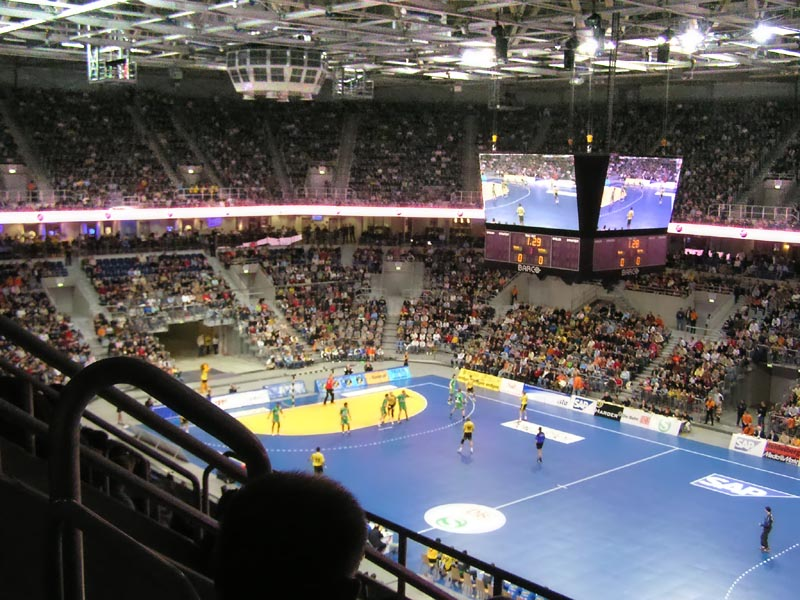
Вид зсередини фойє